# العكدة (بني العوام)

تعديل مصدري - تعديل

العكدة هي إحدى قرى عزلة جبل نمر بمديرية بني العوام التابعة لمحافظة حجة، بلغ تعداد سكانها 324 نسمة حسب تعداد اليمن لعام 2004.